# Clupeoides hueensis
Clupeoides hueensis és una espècie de peix pertanyent a la família dels clupeids.